# サマータイム! (Apinkの曲)
「サマータイム!」は、韓国の女性アイドルグループ・Apinkの日本での6枚目のシングル。2016年8月3日にユニバーサルミュージックジャパンから発売された。

## 収録曲

### 初回生産限定盤A
CD
1. サマータイム! [3:38]
作詞：Shoko Fujibayashi、作曲：HEUKTAE・D-TIMER・PAUL、編曲：D-TIMER・PAUL
2. Sunshine Girl [3:40]
作詞：Mahiro、作曲・編曲：Han Sang Won
3. サマータイム! (Instrumental) [3:38]
4. Sunshine Girl (Instrumental) [3:36]

DVD　収録内容
1. サマータイム! (Music Video)【Dance Feat. Ver.】

- 特典： 激レア！アクリル製2Dフィギュア+ 16Pブックレット

### 初回生産限定盤B
CD
1. サマータイム! [3:38]
2. Sunshine Girl [3:40]
3. サマータイム! (Instrumental) [3:38]
4. Sunshine Girl (Instrumental) [3:36]

DVD　収録内容
1. サマータイム! (Music Video)
2. サマータイム! (Music Video) Making

- 特典：12Pブックレット

### 初回生産限定盤C
CD
1. サマータイム! [3:38]
2. Sunshine Girl [3:40]
3. サマータイム! (Instrumental) [3:38]
4. Sunshine Girl (Instrumental) [3:36]

### 通常盤
CD
1. サマータイム! [3:38]
2. Sunshine Girl [3:40]
3. サマータイム! (Instrumental) [3:38]
4. Sunshine Girl (Instrumental) [3:36]